# Lutte contre l'incendie
La lutte contre l'incendie est une des missions des sapeurs-pompiers. Elle consiste à priver le feu d'un des trois éléments suivants essentiels à son maintien et faisant partie du triangle du feu :
- le combustible (bois, papier, essence, gaz, fumée, gaz de pyrolyse, etc.) ;
- le comburant (dioxygène contenu dans l'air, la plupart du temps) ;
- une énergie d'activation (étincelle, énergie thermique, source de chaleur, etc.).

Le triangle du feu.

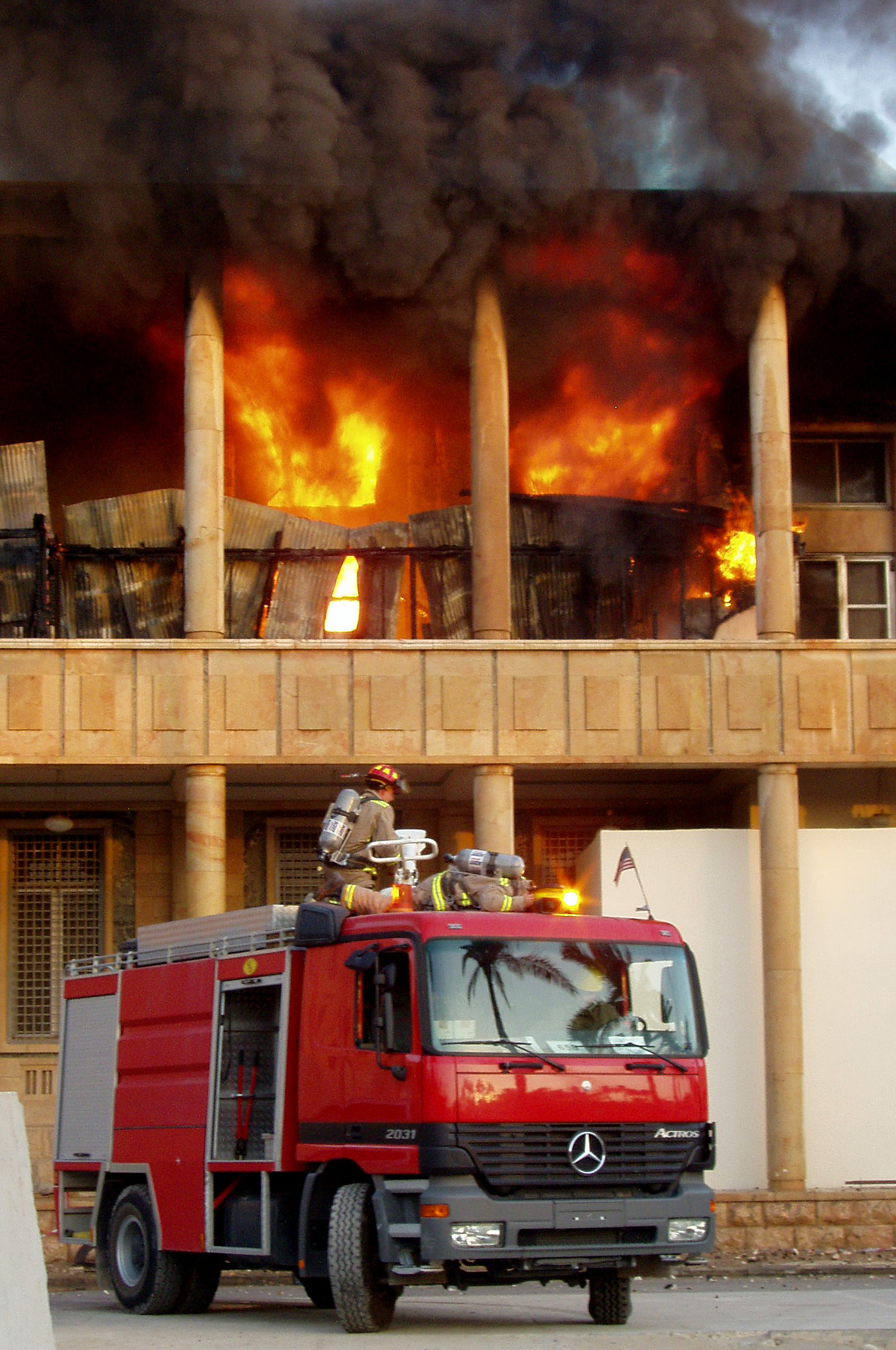
Des pompiers à bord d'un Mercedes-Benz Actros face à un incendie dans l'ambassade des États-Unis en Irak en 2004.

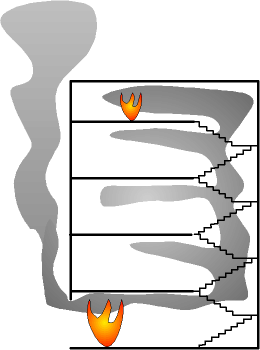
Propagation d'un incendie par les fumées

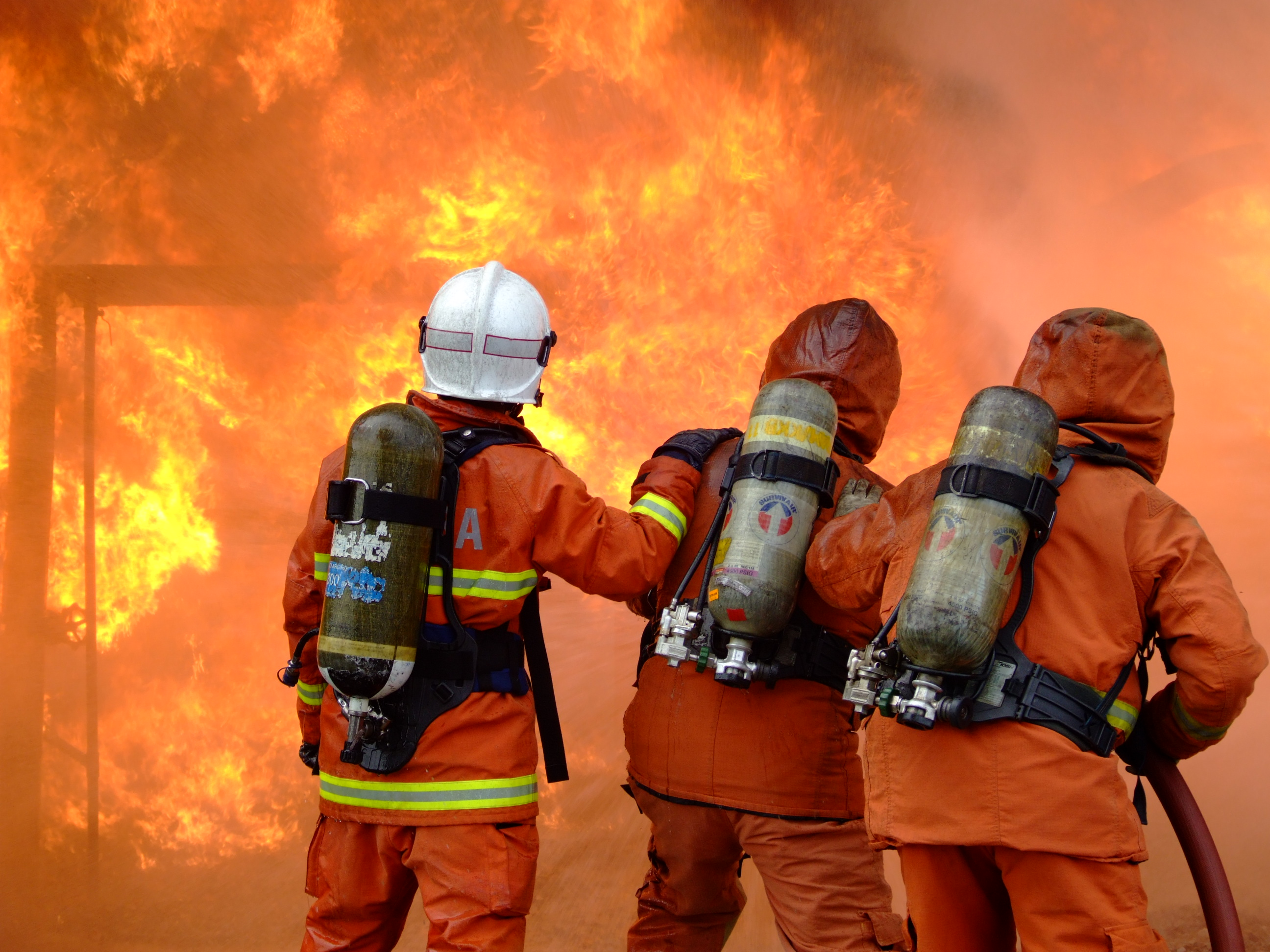
Entraînement.

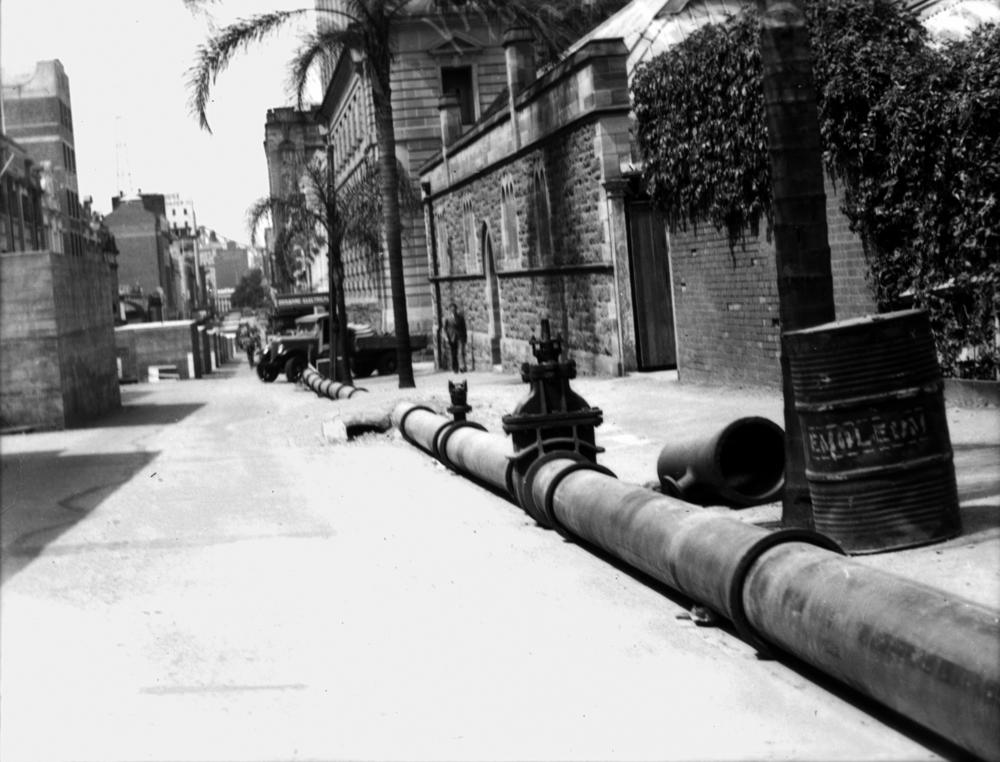
Réseau incendie de Brisbane, constitué d'eau de mer, installé en urgence, pour mieux se prémunir du feu en cas d'attaque aérienne durant la Seconde Guerre mondiale (1942). En fait le pipe-line était lui-même très vulnérable aux bombes.

## Histoire
On attribue traditionnellement au savant grec Ctésibios, au IIIe siècle av. J.-C., l'invention de la pompe aspirante et foulante. Imaginée sur ce principe, apparaît vers le début de notre ère la seringue romaine montée sur roues, que les siphonarii actionnaient avec des manivelles. Il faudra attendre le XVIIe siècle pour que ces manivelles soient remplacées par des soupapes et des pistons. En 1657, Hautsch de Nuremberg met au point une machine à laquelle, en 1672, le hollandais Jan Van der Heinde apporte un complément important : une tuyauterie de cuir flexible permettant de fournir de l'eau à distance. En 1699, Dumouriez du Perrier rapporte cette invention en Hollande, et la ville de Paris est équipée de douze pompes. Beckmann mentionne dans son Histoire des inventaires qu'en 1518 on se servait déjà à Augsbourg de pompes contre l'incendie. En 1661, le prêtre Michel de Saint-Martin, visitant les cités flamandes, s'émerveille d'y trouver des corps de pompiers organisés, ou « maîtres du feu ». Au XVIIIe siècle, à Londres, les compagnies d'assurance contre l'incendie entretiennent chacune un corps de pompiers pour combattre le feu. Et un acte du Parlement de 1774 enjoint à chaque paroisse de la capitale d'avoir obligatoirement une voiture-pompe. Tout au long du XIXe siècle, on s'efforcera de remplacer la force humaine par un moteur - à vapeur, à pétrole, à électricité. La première pompe à vapeur est mise au point par Braithwaite en 1829. Quand, en 1865, Londres crée une organisation de sapeurs-pompiers, le moteur à vapeur s'est généralisé. En France, c'est avec le siège de Paris, en 1870, qu'apparaît la première pompe à vapeur construite par Thirion. Et c'est peu avant le tournant du siècle qu'ont lieu les premiers essais de traction automobile pour les voitures-pompes. Les chevaux ne sont définitivement mis au rancart qu'en 1920.

### Principaux incendies récents
Parmi les incendies graves les plus récents figurent notamment :
- Bangladesh - juin 2010, quelque 120 morts ;
- Chine - novembre 2010, 58 morts : rénovation[De quoi ?] ;
- Chine - mars 2002, 19 personnes tuées : le feu s'est déclaré dans un marché ;
- France - septembre 2005, 18 morts : à L'Haÿ-les-Roses, feu à une boîte aux lettres pour des querelles d'adolescentes[1] ;
- Chine - avril 2011, 18 morts : triporteur électrique garé au rez-de-chaussée qui a embrasé le bâtiment, construit sans permis ;
- France - 26 août 2005, 17 morts : incendie criminel, boulevard Vincent Auriol à Paris[2] ;
- Bahreïn - juillet 2006, 16 morts ;
- Azerbaïdjan - mai 2015, 15 morts ;
- Russie - février 2009, 15 personnes meurent ;
- Arabie saoudite - mai 2003, 14 personnes meurent : le feu se déclare dans un dépôt de matelas ;
- Taïwan - août 2003, 13 morts : une femme tente de s'immoler par le feu ;
- Arabie saoudite - août 2015, dix personnes meurent : court circuit électrique ;
- Royaume-Uni - juin 2017, 58 victimes : la Grenfell Tower, en plein cœur de Londres, s'embrase totalement ;
- Portugal - juin 2017, 62 morts : un feu de forêt dans la région de Leiria.

## Moyens d'extinction

### Suppression du combustible
La première méthode pour éteindre un feu consiste à supprimer le combustible, par exemple, couper l'arrivée de gaz pour un feu de gaz, éloigner les objets inflammables d'une source de chaleur.

### Eau
Sur la flamme elle-même, le moyen d'extinction le plus connu est l'eau : au contact de la chaleur, l'eau se vaporise, et la vapeur d'eau ainsi créée chasse l'air (la vapeur occupe 1 700 fois plus de place que le volume d'eau qui a servi à sa génération à 100 °C, et 4 200 fois le volume à 650 °C), privant le feu de comburant.
Par ailleurs, l'eau participe au refroidissement. La montée en température de l'eau (de 15 °C à 100 °C) consomme beaucoup d'énergie, grâce à une capacité thermique élevée ; puis sa vaporisation, soit le passage de l'état liquide à l'état gazeux, en consomme encore davantage, grâce à son enthalpie de vaporisation également élevée. Ainsi, l'eau refroidit l'atmosphère, les fumées, les objets, murs, etc. et empêche l'incendie de s'étendre. Une fois le feu éteint, on continue le refroidissement à l'eau si nécessaire pour empêcher le feu de reprendre.
L'extinction est donc une combinaison de l'« étouffement » par la vapeur et du refroidissement. Une idée très répandue est que c'est le refroidissement qui éteint en priorité le feu. On peut se convaincre du contraire en craquant une allumette et en la mettant au-dessus d'une casserole d'eau bouillante : l'allumette brûle dans l'air froid, mais s'éteint dans la vapeur chaude.
Il faut en fait distinguer deux types de flamme :
- la flamme de diffusion, c'est celle qui « danse » au-dessus de l'objet en feu ;
- la flamme de prémélange : c'est celle qui se propage dans les fumées (rouleaux de flammes, phénomènes de propagation rapide du feu).

Dans le cas de la flamme de diffusion, le facteur limitant est l'alimentation en oxygène (en supposant que le combustible est abondant) : la chaleur est fournie par la flamme elle-même. L'étouffement par la vapeur est donc le plus important. À l'inverse, dans la fumée, le combustible et le comburant sont déjà mélangés, la vapeur ne chasse donc pas le comburant, mais se contente de diluer le mélange. La température est un facteur critique dans la propagation de la flamme de prémélange, le refroidissement permet donc de réduire considérablement le risque, l'extinction se fait donc par une combinaison refroidissement/dilution.
En conclusion :
- l'étouffement éteint la flamme, mais permet surtout de supprimer le comburant (O2) c'est-à-dire une partie du « triangle du feu » ;
- en volume clos, du fait de la complexité des phénomènes (notamment accumulation des gaz de pyrolyse et mobilité de la fumée chaude), c'est la combinaison refroidissement/étouffement qui éteint l'incendie.

#### Contre-indications à l'usage d'eau
Certains feux interdisent l'utilisation de l'eau :
- de nombreux produits chimiques réagissent avec l'eau, provoquant un dégagement de gaz toxiques, ou même s'enflamment sous l'action de l'eau (par exemple, le sodium) ;
- dans le cas d'un réservoir de gaz sous pression, le choc thermique dû au refroidissement pourrait entraîner une rupture du réservoir et une décompression suivie d'une ébullition explosive (BLEVE, boiling liquid expanding and vapour explosion) ;
- certains produits hautement inflammables flottent sur l'eau, par exemple les hydrocarbures et l'huile ; si les pompiers arrosent l'incendie pour l'éteindre, un effet inverse à celui recherché sera obtenu : des nappes d'hydrocarbures ou d'huile enflammées remonteront à la surface de l'eau, étendant potentiellement l'incendie.

Sur de tels feux, l'eau est remplacée par des produits « étouffant l'incendie », c'est-à-dire privant les flammes du contact avec l'air permettant l'apport d'oxygène indispensable à la combustion. Cet « étouffement » est réalisé à l'aide de mousse recouvrant le produit enflammé. La mousse se fabrique en introduisant un émulseur dans l'eau.
Sur les camions-citernes transportant des matières dangereuses (TMD), l'identification du produit transporté se fait grâce aux codes inscrits sur les plaques orange fixées à l'avant et à l'arrière du véhicule. Lorsque l'utilisation de l'eau est interdite, le code est précédé d'un « X ».

#### Calcul du volume d'eau nécessaire dans le cas d'un feu en volume clos ou semi-ouvert
Dans le cas d’un feu en volume clos ou semi-ouvert, on peut facilement calculer le volume d'eau nécessaire. En effet, si le volume est étanche, l'air ne peut pas entrer ; or, l'air contient le comburant nécessaire à la combustion, le dioxygène O2 (l'air pur contient 21 % d'O2). Quelle que soit la quantité de combustible (bois, papier, tissus, etc.) disponible, la combustion s'arrêtera lorsque la teneur en dioxygène sera insuffisante, c'est-à-dire inférieure à 15 %.
Ceci détermine :
- la quantité d'eau nécessaire pour rendre inerte l'atmosphère, c'est-à-dire empêcher les gaz de pyrolyse de brûler ; c'est l'approche volumique ;
- la quantité d'eau nécessaire pour refroidir les fumées, l'ambiance ; c'est l'approche thermique.

Note
Si cette approche est intéressante, elle comporte néanmoins quelques limites. Ainsi, les lances à jet diffusé ne permettent pas une évaporation totale de l'eau envoyée. Ce rendement est fonction de la lance, mais également de la technique. Différentes méthodes de calcul prennent en compte ces paramètres.
Toutes les études sur les feux de locaux insistent sur le fait que toutes ces techniques ne sont utilisables que pour des volumes de taille réduite, jusqu'à 100 ou 200 m3. Au-delà (entrepôt, grange), les paramètres changent, l'attaque en jet pulsé (qui est l'hypothèse sous-jacente au calcul) ne permet pas l'extinction.
Par exemple, un entrepôt de 1 000 m2 et de 10 m de haut représente 10 000 m3. Le calcul prévoirait environ 6 000 L d'eau mais ce calcul n'est pas fiable.

#### Approche volumique
Le feu ayant besoin d'air, si la vapeur d'eau chasse tout l'air, il ne peut plus brûler. Toutefois, le remplacement de tout l'air par de la vapeur présente un risque de brûlure pour les intervenants ainsi que pour les éventuelles victimes, puisque la vapeur d'eau transporte plus de chaleur que l'air à la même température (on peut se brûler avec la vapeur à 100 °C au-dessus d'une casserole d'eau en ébullition, alors que l'on peut mettre la main dans un four à 270 °C sans se brûler si l'on ne touche pas les parois). Ce volume est donc un volume maximal que l'on ne devrait jamais atteindre.
La quantité minimale d'eau nécessaire est celle qui permet de « diluer » suffisamment l'air pour qu'il y ait moins de 15 % de dioxygène : en dessous de cette teneur, le feu n'est plus viable. On l'appellera « quantité optimale ».
La quantité réellement utilisée devrait être entre la valeur optimale et la valeur maximale. Toute l'eau supplémentaire est appelée à ruisseler et donc à causer un dégât des eaux en plus du feu, mais ne contribue pas à l'extinction.
Si l'on note :
- VL le volume du local ;
- Vv le volume de vapeur requis ;
- Ve le volume d'eau liquide requis pour créer le volume Vv de vapeur,

alors pour une atmosphère à 500 °C (cas favorable en ce qui concerne le volume, cas probable en début d'extinction), on a :
Vv = 3 571·Ve 
et pour une atmosphère à 100 °C (cas défavorable en ce qui concerne le volume, cas probable en fin d'extinction, lorsque la température a fortement baissé) :
Vv = 1 723·Ve 
Pour le volume maximum, on prend :
Vv = VL
en considérant une température de 100 °C.
Pour calculer le volume optimal (dilution du dioxygène de 21 à 15 %), on prend
Vv = 0,286·VL 
en considérant une température de 500 °C.
Le tableau ci-dessous montre quelques valeurs, pour des pièces ayant une hauteur de plafond de 2,70 m.
| Superficie de la pièce | Volume de la pièce VL | Quantité d'eau liquide Ve | Quantité d'eau liquide Ve |
| Superficie de la pièce | Volume de la pièce VL | maximale                  | optimale                  |
| ---------------------- | --------------------- | ------------------------- | ------------------------- |
| 25 m2                  | 67,5 m3               | 39 L                      | 5,4 L                     |
| 50 m2                  | 135 m3                | 78 L                      | 11 L                      |
| 70 m2                  | 189 m3                | 110 L                     | 15 L                      |

La formule donne le volume d'eau en mètres cubes, et que celui-ci a été transformé en litres dans le tableau.
Bien sûr, une pièce n'est pas un lieu complètement clos, et les circulations de gaz (entrée d'air frais, sortie de gaz chauds et de vapeur) font que ces calculs ne peuvent être rigoureusement exacts.

#### Approche thermique
Dans le cas d'un feu dans un volume clos ou semi-ouvert, la première préoccupation est de faire baisser la température. En se plaçant dans un cas défavorable, on peut considérer qu'il faut absorber toute la chaleur produite par le feu (en fait, il suffit d'en absorber une quantité suffisante pour permettre l'extinction, mais pas la totalité). En réalité, la chaleur est transmise aux fumées, murs, plafond et sol, et une partie de la chaleur s'échappe soit avec les fumées par les exutoires, soit à travers les parois si l'isolation est faible. Le principal est d'absorber la chaleur des fumées dans le volume, donc seulement une partie de la chaleur totale, et d'en abaisser suffisamment la température, mais certainement pas de les amener à 20 °C. On calcule donc un volume d'eau maximal, la quantité réellement nécessaire étant inférieure.
Dans le cas d'un volume clos, le feu va s'arrêter spontanément dès que la teneur en dioxygène passe en dessous de 15 %. Il aura alors consommé un volume 0,06·VL de dioxygène.
Un mètre cube de dioxygène combiné avec un combustible produit typiquement 4 800 kCal soit 20 MJ. La montée en température et la vaporisation d'un litre d'eau consomme quant à elle 539 000 kcals soit 2 260 MJ.
Le volume d'eau Ve′ nécessaire pour absorber la chaleur est donc :
Ve′ = 0,000 53·VL .
| Superficie de la pièce | Volume de la pièce VL | Quantité d'eau liquide Ve′ |
| ---------------------- | --------------------- | -------------------------- |
| 25 m2                  | 67,5 m3               | 36 L                       |
| 50 m2                  | 135 m3                | 72 L                       |
| 70 m2                  | 189 m3                | 100 L                      |

La formule donne le volume d'eau en mètres cubes. Celui-ci a été converti en litres dans le tableau.

#### Bilan
Comparons les valeurs trouvées :
| Superficie de la pièce | Hauteur de la pièce | Quantité d'eau     | Quantité d'eau     | Quantité d'eau     |
| Superficie de la pièce | Hauteur de la pièce | Approche volumique | Approche volumique | Approche thermique |
| Superficie de la pièce | Hauteur de la pièce | Maximale           | Optimale           | Approche thermique |
| ---------------------- | ------------------- | ------------------ | ------------------ | ------------------ |
| 25 m2                  | 2,7 m               | 39 L               | 5,4 L              | 36 L               |
| 50 m2                  | 2,7 m               | 78 L               | 11 L               | 72 L               |
| 70 m2                  | 2,7 m               | 110 L              | 15 L               | 100 L              |

On remarque que l'approche thermique et l'approche volumique donnent sensiblement les mêmes valeurs. Cela signifie que le volume d'eau nécessaire pour refroidir l'atmosphère d'un feu suffit également à rendre inerte cette atmosphère, donc à éteindre le feu.
Cependant, même en jet diffusé, toute l'eau ne s'évapore pas. Dans le meilleur cas, on estime que 95 % de l'eau s'évapore, mais on peut considérer raisonnablement un rendement de 80 % (donc multiplier les quantités d'eau par 1,2).

### Émulseur (mousse)

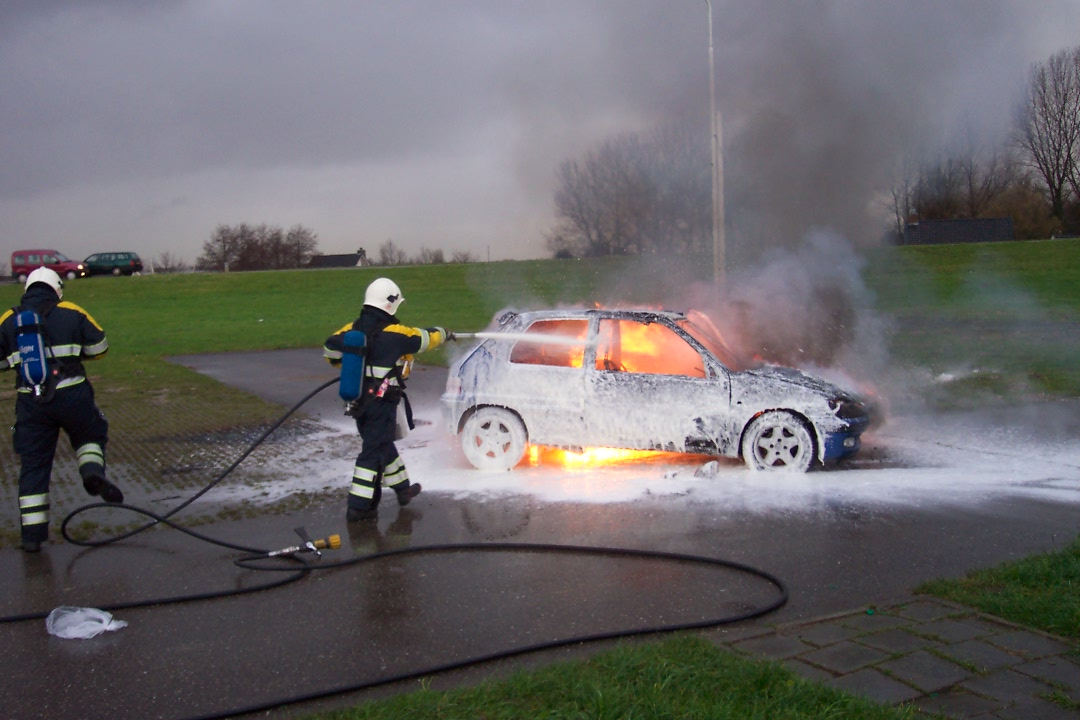
Pompiers en formation à la lutte contre les incendies avec de la mousse contenant des PFAS.

Les feux de catégorie B (hydrocarbures et solvants inflammables) sont combattus par des mousses épaisses projetées sur le liquide enflammé de manière à former un film aqueux en surface du carburant enflammé le privant d'oxygène. La couche doit être épaisse et résistante aux températures élevées ainsi qu'au démoussage par le solvant afin d'éviter la ré-inflammation. Ces mousses mises commercialisées depuis les années 1970 sont constituées d'un mélange d'eau et d'émulseur (solution moussante à base d'agents tensio-actifs fluorés, efficaces, mais « nocifs pour l’environnement et la santé ». Des alternatives moins toxiques ou non-toxiques sont recherchées, par exemple, à base de polysaccharides tels que la gomme xanthane.
Selon le contexte et le type de feu on utilise différents types de mousses :
- bas foisonnement : feux de flaques d’hydrocarbures ;
- moyen foisonnement : cuvette de rétention de liquides inflammables ;
- haut foisonnement : entrepôts de produits phytosanitaires.

### Poudre et gaz inertes

#### Locaux électroniques
Certains locaux électroniques (centraux téléphoniques, salles informatiques, etc.) sont équipés de nombreux systèmes informatiques particulièrement sensibles à l'eau. Ces locaux sont généralement protégés par un système d’extinction automatique à base de gaz inerte.

## Procédure des sapeurs-pompiers français
L'équipage d'un véhicule d'incendie (FPT ou FPTL) est décomposé en binômes (avant 2000, il était décomposé en trinômes chef/sous-chef/servant). Certains binômes sont affectés à l'exploration des lieux et à l'attaque du feu, ce sont les « binômes d'attaque » (BAT).
Certains sont là pour mettre en place la ou les « division alimentée » qui effectue le relai entre l'alimentation sur une source d'eau (poteau incendie, étendue d'eau) et la pièce de jonction (division) ou le binôme d'attaque se raccorde. Ce binôme s'assure également que les lances sont toujours alimentées en eau, et sont prêts à intervenir en renfort des binômes d'attaque, ce sont les binômes d'alimentation (BAL). L'équipage comporte également un chef d'agrès, chargé d'évaluer le sinistre, de définir la stratégie d'intervention, coordonner les binômes et remonter les informations du terrain au centre de traitement de l'alerte (CTA), ainsi que le conducteur, qui doit s'assurer la bonne pression en sortie des lances et que la citerne du camion est en permanence alimentée.
Afin que l'intervention des pompiers soit ordonnée et efficace, les pompiers vont suivre un cadre nommé « marche générale des opérations incendies » (MGO incendies). Cette MGO comporte 8 phases : reconnaissance, sauvetage et mise en sécurité, établissement, ventilation (suivant les SDIS), attaque, protection, déblai, surveillance. Plusieurs de ces missions sont effectuées simultanément (par exemple, la mission de reconnaissance est renouvelée jusqu'à la fin de l'intervention).

### Reconnaissance et lecture du feu
La première étape est l'exploration des lieux, ou « reconnaissance », faite par le chef d'agrès et un (ou deux) binôme(s) avec l'utilisation de leur appareil respiratoire isolant (ARI). Il effectue un « tour du feu », c'est-à-dire un tour des six faces du sinistre. Le but est de rassembler le maximum de renseignements et de se faire une idée de la situation. Les reconnaissances se poursuivront tout au long de l'intervention. Elles permettent :
- de repérer d'éventuelles victimes et d'effectuer les sauvetages dans les plus brefs délais ;
- de définir ce qui brûle et dans certains cas l'origine du feu ;
- de repérer la géographie des lieux de l'intervention (accès au foyer, définir les points d’attaque, l'étendue du sinistre, les risques de propagations, etc.) ;
- de repérer et de fermer les arrivées d'énergie (alimentation de gaz et éventuellement d'électricité) ainsi que les flux d'air (ventilation -qui ne sera pas systématiquement barrée suivant le sens du tirage-, climatisation), et de barrer les canalisations d'eau ;
- de rappeler les ascenseurs/monte-charges au niveau des secours, et de les bloquer en position ouverte ;
- de repérer les risques spécifiques (stockage de bouteilles de gaz, produits chimiques, etc.) ;
- de définir les moyens à mettre en œuvre.

La reconnaissance est un bilan de situation. De ce bilan découle l'idée de manœuvre et donc la façon dont va être traitée l'intervention.
Les pompiers différencient les reconnaissances d'attaque et les reconnaissances périphériques effectuées sous ARI et les reconnaissances à vue effectuées sans capeler l'ARI et dans un périmètre plus éloigné du sinistre.
La « lecture du feu » est l'analyse par les pompiers intervenant des signes précurseurs des phénomènes thermiques, qui se fait au cours de la reconnaissance, mais aussi de l'intervention.

### Sauvetages et mises en sécurité

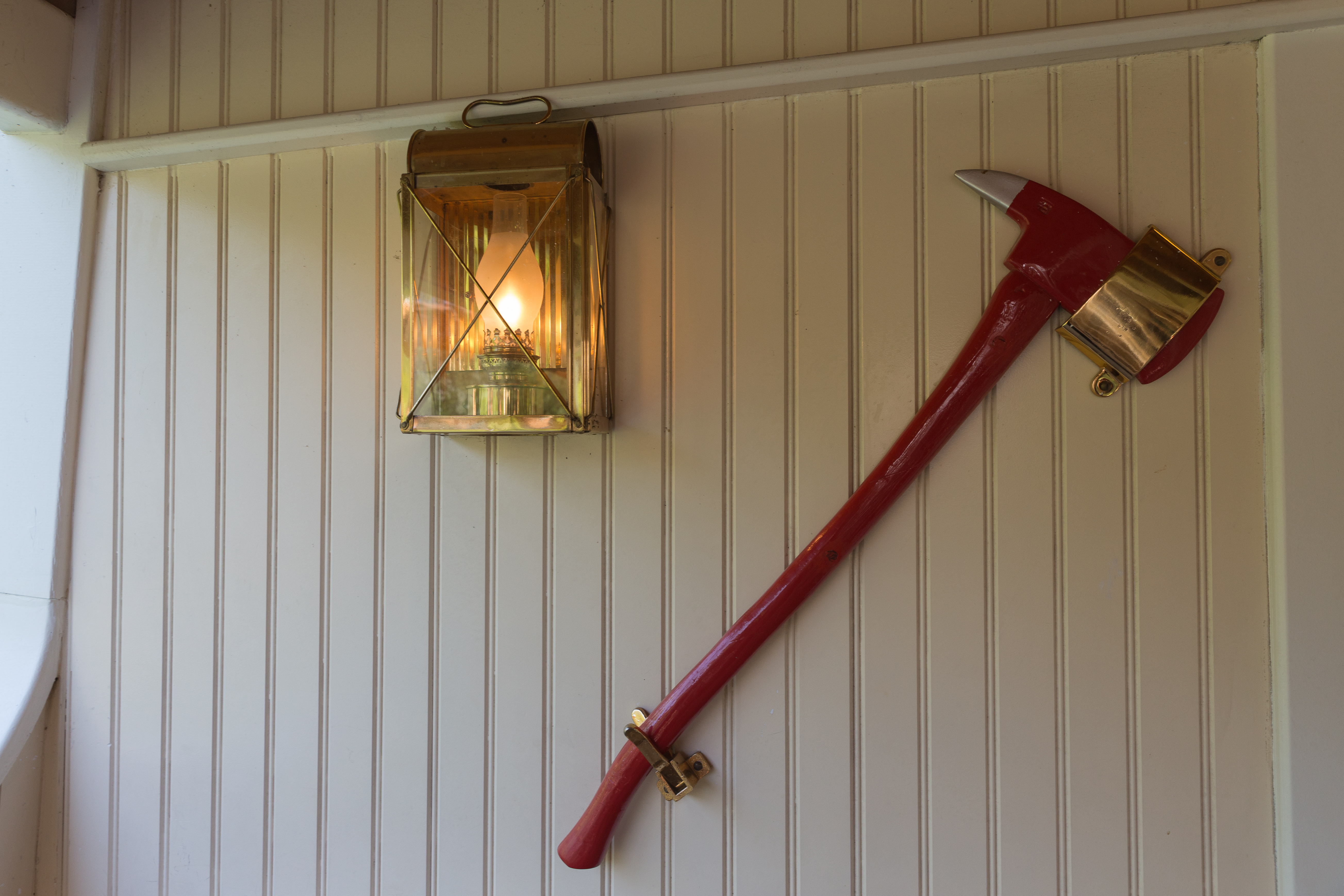
Hache de secours sur le Molly Brown une réplique d'un bateau à aubes de l'attraction Molly Brown Riverboat à Disneyland Paris.

La protection des personnes et leur mise en sécurité est une priorité.
Le sauvetage est une mission visant à soustraire d’un péril direct ou imminent, une personne ou un animal se trouvant dans l’impossibilité ou l’incapacité de le faire par ses propres moyens. Et une mise en sécurité consiste à mettre une personne à l’abri, en l'accompagnant, d’un risque proche en cours d'évolution. C’est une mesure préventive.
Un sauvetage s'effectue par tous les moyens possibles. Mais les pompiers préfèrent les effectuer par les communications existantes. Lorsque celles-ci ne sont pas praticables, ils les effectuent par l’extérieur en utilisant :
- les échelles à main (échelle à coulisse ou échelle à crochet) ;
- les échelles pivotantes automatiques ;
- les cordes et harnais du lots de sauvetage et de protection contre les chutes ;
- pour les SDIS équipés, les cagoules de fuite raccordées aux ARI des porteurs.

### Établissements
Il s'agit de la mise en place de tuyaux en vue d'alimenter en eau les lances des pompiers, et dans un deuxième temps d'alimenter en eau les camions (qui se vident très rapidement malgré les « tonnes » d'eau qu'ils transportent). Ils sont disposés de sorte à gêner le moins possible les personnels, les engins, la circulation (en utilisant des dispositifs de franchissement de tuyaux (DFT) par exemple).
En fonction de leur disposition, les pompiers distinguent :
- les établissements horizontaux ;
- les établissements rampants (au sol le long d'un escalier par exemple) ;
- les établissements verticaux (dans le jour de la cage d'escalier, ou vers un balcon, etc.).

En fonction de leur usage opérationnel, les pompiers distinguent :
- les établissements d'alimentation (du point d'eau à la pompe) ;
- les établissements de manœuvre (de la pompe à la division) ;
- les établissements d'attaque (de la division à la lance).

### Ventilation ou isolement du feu
Deux stratégies antagonistes sont utilisées pour la gestion de l'air (comburant alimentant le feu) : l'isolement ou la ventilation à pression positive.
L'isolement, ou anti-ventilation, consiste à fermer les ouvertures pour empêcher l'air d'alimenter le feu. Confiner la fumée permet de faciliter les opérations de sauvetage, mais confine aussi la chaleur et les gaz de pyrolyse (toxiques), avec un risque d'explosion de fumées si de l'air entre (notamment lorsque l'on va ouvrir une ouverture pour arroser).
La ventilation à pression positive (VPP) consiste à utiliser un ventilateur pour créer une surpression d'air qui va chasser la fumée et la chaleur, et va donc faciliter l'intervention et les sauvetages. Cependant, cela nécessite d'avoir un exutoire (ouverture permettant la sortie de la fumée), de bien connaître le bâtiment pour prévoir le trajet de la fumée, et de caler les portes pour éviter qu'elles ne claquent ; la fermeture d'une porte empêcherait l'évacuation, accumulant la chaleur dans un endroit avec un fort risque d'accident thermique. Cette technique, si elle est mal maîtrisée, présente un risque d'alimenter le feu, voire de créer un embrasement généralisé éclair.
Une autre question est celle de la gestion de gaz hautement toxiques, neurotoxiques souvent produits par la combustion de certains produits, industriels notamment.

### Attaque du feu

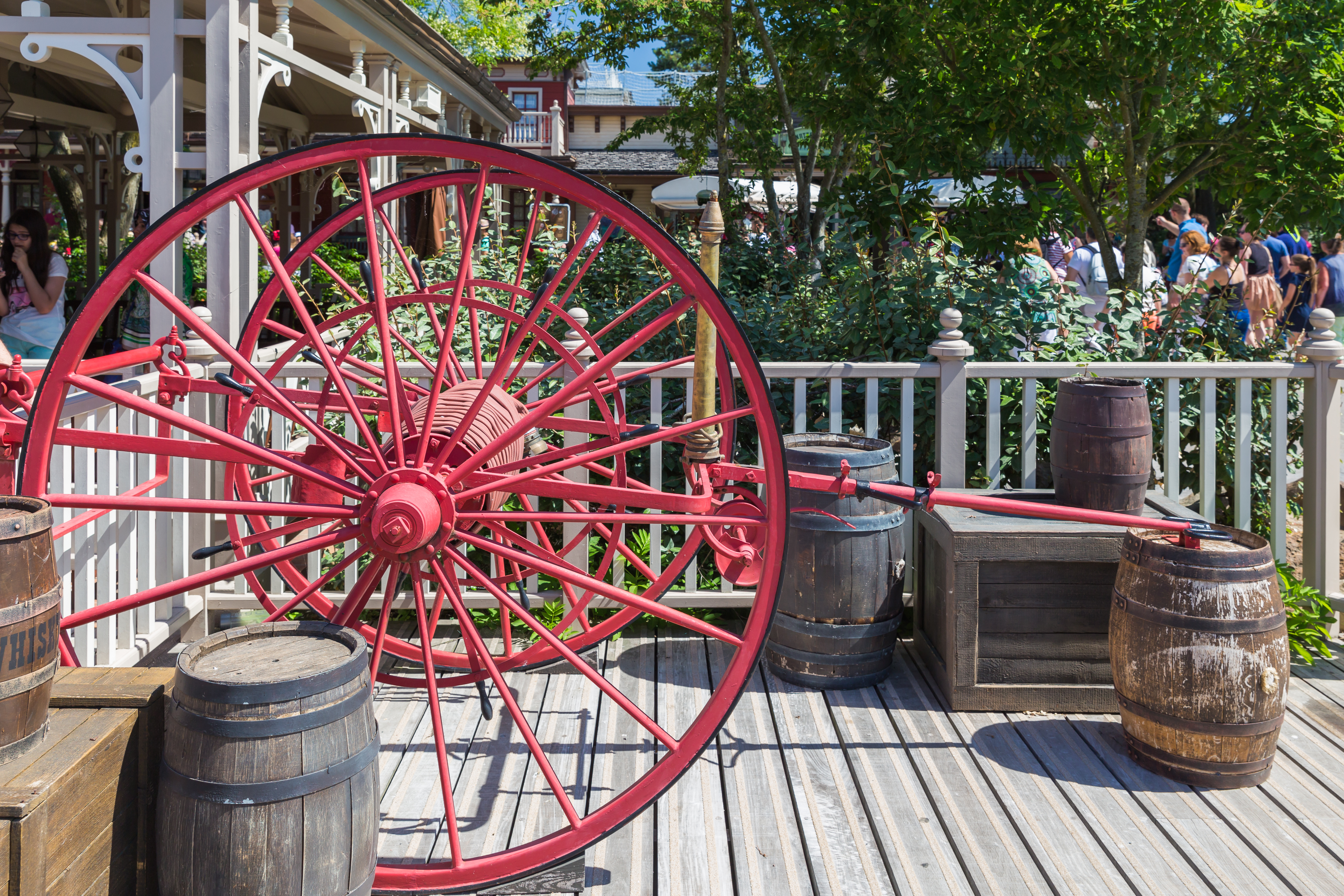
Ancienne lance d'incendie avec son dévidoir à Disneyland Paris.

L'attaque du feu consiste à abattre les flammes pour stopper la propagation du feu, puis à l'éteindre.
Elle se fait depuis les points d'attaque déterminés au plus près par le chef d'agrès en fonction des risques de propagation et de l'efficacité des lances d'incendie. Les pompiers commencent par circonscrire le feu (sauf lorsque celui-ci n'est pas très étendu et que les risques de propagation rapide sont limités), puis s'en rendent maître (lorsque le feu ne peut plus progresser et qui commence à réduire en intensité) avant de l'éteindre.
Durant l'attaque du feu, les pompiers doivent adapter le débit de leur lance. Un débit trop faible entraîne une vaporisation instantanée de la totalité de l'eau, donc un risque de retour de flamme. Un débit trop élevé entraîne une production excessive de vapeur brûlante et des dégâts dus aux eaux d'extinction. Les débits et types de jet sont donc choisis par le pompier porte-lance.
Suivant le contenant, le contenu et les circonstances de l'incendie, les techniques de progression et d'attaque du feu varient. Elles sont détaillées dans la section suivante « Techniques de lutte contre l'incendie ».

### Protection des biens environnants
La protection consiste à limiter les dégâts causés par les eaux d'extinction, la fumée et la chaleur de l'incendie, mais aussi à protéger les biens des intempéries.
La protection nécessite d'effectuer une reconnaissance spécifique avant sa mise en place. Suivant les besoins, elle peut consister à la mise en place d'un étaiement léger, d'un bâchage, d'une évacuation des eaux, d'un assèchement. Les pompiers prennent en compte le risque de pollution lié aux eaux d'extinction souvent chargées de polluant et de résidus.

### Déblai et dégarnissage
Une fois le feu éteint, il faut effectuer un déblai, au risque de voir le feu reprendre. En effet, le feu a laissé des zones chaudes, des braises ou des objets chauffés, qui peuvent le faire reprendre.
Pour un volume clos, une ventilation permet de chasser les fumées et la chaleur, et bouger les objets, les retourner, pour vérifier qu’ils n'abritent pas de braises. Au cours de ces opérations, les braises, en volant, peuvent mettre le feu à un nuage de fumées résiduel et provoquer une explosion de fumées (smoke explosion), même plusieurs heures après l'extinction.

### Surveillance
La surveillance a pour but d'éviter toute reprise du feu. Elle est assurée par un détachement de sapeur pompier, ou par la mise en place de ronde.

## Techniques de lutte contre l'incendie

### Feu à l'air libre
En extérieur, le foyer est arrosé directement : l'effet de refroidissement suit immédiatement l'effet « étouffement » de la vapeur, ce qui réduit la quantité d'eau consommée. La force du jet permet également, dans certains cas, de fractionner le combustible et donc de limiter le risque de reprise du feu. L'extinction se fait donc en général par des lances en jet droit de manière à rabattre la flamme.
Le feu est toujours alimenté en comburant (air), mais le personnel est peu exposé au feu lui-même, à l'exception des feux de forêt où il peut se retrouver cerné par les flammes. En revanche, il peut y avoir un fort risque d'extension du sinistre si le terrain est propice (feu de broussailles, de forêt), si le feu est poussé par le vent, ou en présence d'un embrasement généralisé éclair de plein air.
Comme on arrose une surface (l'objet en feu), on parle parfois d'attaque à deux dimensions, ou attaque 2D.
Il peut être nécessaire de protéger des objets sensibles (habitation, réservoir de gaz, etc.) contre le rayonnement thermique infrarouge, et donc de mettre en place une lance en jet diffusé pour refroidir l'objet en question ou bien faire un écran thermique.
Même si l'atmosphère est constamment renouvelée autour des intervenants, il existe tout de même un risque d'empoisonnement par des dégagements de fumées, rendant parfois indispensables les protections respiratoires (appareil respiratoire isolant).

### Feu en volume clos ou semi-ouvert
Les accidents les plus redoutés pour les volumes clos ou semi-ouvert sont dus à des « phénomènes thermiques » : l'embrasement généralisé éclair et l'explosion de fumées. Pour éviter ces phénomènes, les sapeurs-pompiers respectent le TOOTEM, moyen mnémotechnique pour se rappeler quelques règles élémentaires :
- tester les portes en les arrosant permet de voir l'évaporation et de déterminer l'état thermique du local. C'est une procédure de base qui peut être complétée par l'observation de la peinture (changement de couleur, cloques..) par la déformation de l'huisserie et par l'arrosage de la porte ;
- observer : L'observation préconisée dans le TOOTEM est essentiellement celle des fumées. Des fumées qui pulsent sous la porte sont le signe d'une intense activité thermique et d'un manque de comburant ;
- ouvrir. C'est l'ouverture de la porte. Elle peut rapidement poser problème, car une porte, c'est un ouvrant de grande hauteur. Les gaz chauds sortent donc par en haut, tandis que l'air frais rentre par en bas. Le retour du courant de convection, c'est-à-dire la ré-aspiration rapide des fumées dans le local est un signe annonciateur d'une explosion à très brève échéance. Si à l'ouverture de la porte, les fumées sont rapidement aspirées, il convient de se protéger très vite ;
- tester, en arrosant le plafond en jet diffusé, pour estimer la chaleur des fumées ; Cela se fait avec une lance en jet diffusé d'attaque, au débit minimum, avec une impulsion « ouvrir-fermer ». Le porte-lance doit placer sa lance, bien se caler, et ouvrir en regardant au sol en projetant l'eau légèrement en avant, juste au-dessus de lui. Si l'eau retombe, c'est que le plafond est relativement froid, le binôme peut alors s'engager dans le local. Si l'eau s'évapore, il faut impérativement refroidir les fumées. Cela peut se faire par la technique des impulsions qui consiste à envoyer des impulsions en jet diffusé d'attaque, débit faible, dans les couches gazeuses afin de les refroidir donc de les contracter. Pulser, observer, avancer, etc. ;
- engagement Minimum, pour limiter le nombre de victimes en cas d'accident.

La progression dans les locaux (foyer non visible) se fait en utilisant la technique des impulsions. Cette technique a l'avantage de n'utiliser que très peu d'eau, donc de ne pas perturber l'équilibre thermique du local. De plus, la production de vapeur étant très faible, la visibilité reste correcte, ce qui permet la progression.
Le porte-lance, vise donc la couche gazeuse, lance quelques impulsions, observe le résultat et décide si la progression est possible ou non. Dans ce cas, il peut se déplacer (en position accroupie ou à genoux) pour approcher du foyer, en recommençant à « pulser ».
Il existe une autre technique utilisable à proximité du foyer, et qui consiste à écrire des lettres en l'air, en jet diffusé d'attaque, mais cette fois au débit maximum (500 L/min). C'est la technique du crayonnage.
L'établissement et la mise en eau des tuyaux se font avant d'aller au contact du feu : à l'extérieur en cas de feu au rez-de-chaussée ou d'un pavillon, à l'étage inférieur au feu en cas de feu d'immeuble.
Les techniques d'établissement sont en train[Quand ?] de changer, entre autres avec l'adoption du sac d'attaque, visant à transporter des tuyaux pré connectés, afin de gagner du temps dans la mise en eau.

#### Incendie dans un volume clos
L'arrosage direct du foyer en jet droit peut avoir des conséquences dramatiques : le jet d'eau pousse devant lui de l'air qui va activer les flammes quelques secondes avant l'arrivée de l'eau, et va également mélanger les gaz, pouvant ainsi provoquer un embrasement généralisé éclair. Par ailleurs, le jet d'eau étant compact, seul l'extérieur du jet va se vaporiser dans l'atmosphère chaude de l'incendie (on estime qu'environ 20 % de l'eau se vaporise), donc 80 % de l'eau ruisselle, crée un dégât des eaux, mais ne participe pas à l'extinction. De plus, la vapeur d'eau créée va avoir des mouvements non maîtrisés et peut revenir sur les pompiers, créant des brûlures (la vapeur d'eau porte plus d'énergie thermique que l'air).
L'important n'est en fait pas l'extinction en elle-même, mais la maîtrise du feu, c'est-à-dire essentiellement le refroidissement des fumées qui propagent l'incendie sur de grandes distances et mettent en danger le personnel. Il faut donc refroidir le volume avant de traiter le foyer. On parle donc parfois d'attaque à trois dimensions ou d'attaque 3D.
Le premier à avoir proposé l'utilisation d'un jet diffusé fut le chef Lloyd Layman du Parkersburg W V Fire Department, lors de la Fire Department Instructor's Conference (FDIC) de 1950 (Memphis, Tennessee).
Il est essentiel d'avoir un jet diffusé, en petites gouttelettes : le nuage de gouttelettes couvre un grand volume et les gouttelettes s'évaporent avant de toucher les surfaces (murs, plafond), c'est donc réellement les gaz qui sont refroidis.
On procède donc d'abord à un refroidissement des fumées par petites impulsions d'un jet diffusé au plafond ; cela permet :
- de refroidir les fumées, et donc d'éviter une propagation de la chaleur, donc de l'incendie ;
- le refroidissement provoque également une diminution de la pression des gaz (loi des gaz parfaits), qui évite d'avoir un retour de vapeurs brûlantes ;
- cela crée un « ciel de vapeur » inerte, donc empêche la création de « rouleaux de flammes » au plafond.

Par rapport à l'arrosage indirect, on ne crée que la quantité de vapeur nécessaire (il est totalement inutile de saturer tout la pièce puisque la partie dangereuse est uniquement le haut), et à un rythme maîtrisé.
Il est important de procéder par petites impulsions : un arrosage massif perturberait l'équilibre des gaz (stratification) et mélangerait les gaz chauds (initialement au plafond) au gaz froids (initialement en bas) ; il en résulterait une élévation de température au sol, dangereuse pour les pompiers, ainsi qu'un retour de vapeur d'eau brûlante. Une alternative consiste à refroidir toute l'atmosphère en faisant des zigzags dans l'air (technique du crayonnage).
Les méthodes actuelles d'extinction utilisent un fort débit initial, de l'ordre de 500 L/min : le but est d'absorber un maximum de chaleur dès le départ pour supprimer les risques d'extension du sinistre. L'utilisation d'un débit trop faible ne refroidit pas suffisamment, et la vapeur produite peut provoquer des brûlures des intervenants (l'effet de contraction des gaz est insuffisant). Paradoxalement, l'utilisation d'un fort débit avec une lance et une technique adéquate (jet diffusé, en petites gouttelettes) permet de diminuer la quantité d'eau utilisée : une fois la température de la pièce abaissée, une faible quantité d'eau est nécessaire pour éteindre le foyer en jet droit (le foyer peut même s'être éteint tout seul par manque d'air). On estime qu'il faut environ 60 L bien utilisés pour éteindre un incendie dans une pièce d'habitation de 50 m2.
L'utilisation d'une attaque 3D est devenue indispensable, car dans les villes modernes, les incendies sont maintenant attaqués en phase d'éclosion, de développement, alors qu'auparavant, l'attaque se faisait en phase de déclin :
- les délais d'intervention se sont raccourcis (utilisation de bips pour prévenir le personnel, optimisation de la répartition géographique des moyens) ;
- les habitations ont une isolation thermique, ce qui provoque un confinement thermique (la chaleur ne peut plus s'évacuer).

Par ailleurs, les matériaux modernes (notamment les polymères) ont un potentiel calorifique plus important que les anciens matériaux (bois, plâtre, pierre). Il faut donc arroser massivement au début.
Cas particulier/prospective : dans un milieu clos, sans présence humaine et ne devant pas être mouillé ni souillé par de la poudre, un des moyens automatisable d'extinction du feu est de brutalement le priver d'oxygène en noyant la pièce d'un gaz noncombustible. Le CH3N5-Sr (NO3)2 suscite l'intérêt comme solide susceptible de générer une grande quantité de gaz. Une limite est que la libération du gaz est très exothermique, mais cet effet thermique semble pouvoir être atténué par l'addition d'oxydes métalliques, de métaux de transition (ex. : Fe2O3, CuO, et NiO), comme catalyseur pour améliorer le taux de combustion tout en diminuant l'élévation de la température ; éventuellement préparés sous forme de nanoparticules. La toxicologie de ces nanoparticules libérées dans les gaz n'est pas connue.

#### Volume semi-ouvert de grand volume
Dans les volumes semi-ouvert de grand volume, de type entrepôt ou grange, on est confronté à deux problèmes :
- la quantité d'air est très importante, et l'étanchéité est en général faible ;
- la hauteur de plafond est en général importante, et ne peut pas être atteint par un jet diffusé.

Une attaque 3D (refroidissement et immobilisation des fumées) est donc vouée à l'échec.
Ce type de local est en général à usage agricole ou industriel (fabrication ou stockage de produits) et présente potentiellement des risques spécifiques (par exemple d'explosion).

### Feu d'habitation
La présence de victime, la propagation du feu et les phénomènes thermiques sont les premiers risques des feux d'habitation. Dès leur reconnaissance, les pompiers coupent l'électricité, barrent le gaz et les arrivées d'eau.
Les pompiers prennent des précautions avant d'ouvrir les portes en anticipant les phénomènes thermiques et les modifications des courants d'air. De même, ils anticipent dans la mesure du possible l'évolution du sinistre avant d'actionner les moyens de ventilation, de désenfumage ou de créer un exutoire (en brisant une fenêtre par exemple).
Lorsqu'une porte est restée ouverte ou s'est consumée, le risque d'une propagation horizontale est important. Une propagation verticale est possible à l'intérieur via les escaliers et les gaines (les fumées chaudes s'accumulent dans les étages supérieurs) et via l’extérieur par la façade ou les balcons. La chute de débris enflammés peut propager le feu à un étage inférieur.
Les habitants prisonniers se réfugient sur les balcons, sur le toit, etc. et dans des endroits improbables (sous le lit, placard, etc.). Les pompiers doivent chercher partout dans des conditions difficiles pour les secourir. Une fois la reconnaissance d'une pièce terminée, ils marquent les portes à la craie. La caméra thermique est une aide pour retrouver les victimes dans les fumées froides (qui passent d'un appartement à l'autre par les gaines par exemple).
De l'extérieur, les pompiers arrosent au-dessus des ouvrants en feu pour éviter une propagation verticale. Les fenêtres sont souvent des exutoires. Diriger un jet d'eau dans la fenêtre revient à boucher un exutoire et à repousser les gaz chauds vers l'intérieur… Le risque est de propager le feu, et de brûler les pompiers déjà engagés à l'intérieur. Lorsqu'il est impossible ou trop long (porte blindée, etc.) d'attaquer rapidement le feu par l'intérieur, les pompiers commencent parfois l'extinction par l'extérieur. Dans ce cas, ils recherchent les sortants par lesquels le feu est susceptible de se propager (fenêtre située à l’arrière, en courette, en puits de lumière). Les pompiers ne se placent pas face aux fenêtres, car ils craignent les explosions de fumées.
Les petits volumes sont souvent très encombrés d'objets, d'installations électriques bricolées, comportent parfois des bouteilles de gaz et ont donc un potentiel calorifique disproportionné.
Suivant les circonstances, les pompiers anticipent aussi les risques d'effondrement.

### Feu de cheminée, feux verticaux
Les feux verticaux peuvent être des feux de conduits de cheminées, les gaines d’ascenseur, de monte-charge, les cages d'escalier, les gaines techniques par exemple.
Un feu dans un conduit comporte des risques spécifiques comme l'asphyxie des occupants par fissuration du conduit et propagation du feu aux planchers, cloisons et combles. Le conduit favorise la propagation du feu vers le haut (les gaz chauds montent), par le bas (chute de débris enflammés) et horizontalement par conduction ou via un système de ventilation ou de chauffage.

#### Feu de cheminée
Un feu de cheminée est un feu dans un conduit d'évacuation. Il s'agit de dépôts enflammés à l'intérieur du conduit. Ils produisent une odeur particulière, un bruit anormal (ronflement) et une fumée anormale avec la présence d'étincelle ou de flamme à l'orifice supérieur du conduit.
Les foyers peuvent être « ordinaires » (poêle, chaudières, etc.) ou industriels (four de boulanger, four industriel, chaudière de chauffage collectif, etc.). Les conduits peuvent être individuels ou collectifs (dit « shunt », un conduit unitaire alimenté par plusieurs départs individuels).
L'extinction d'un feu de cheminée est difficile en raison du cheminement irrégulier et de l'étroitesse des conduits. Les pompiers commencent par déterminer le conduit intéressé s'il y en a plusieurs (sans jeter d'objets qui peuvent détériorer, voire fissurer le conduit). Une fois le foyer de l'âtre éteint (la vapeur dégagée suffit parfois à éteindre le feu dans le conduit), les pompiers cherchent à localiser les foyers à l'intérieur du conduit à l'aide d'un miroir ou d'une caméra thermique. Puis, ils éteignent la conduite à l'aide de petites quantités d'eau (pour éviter un choc thermique qui fissurerait la conduite).
Lorsqu'il n'y a pas d'autre solution, les pompiers effectuent une petite trouée d'extinction juste au-dessus du foyer ou une trouée de dégagement (plus grande) juste en dessous du foyer.
Enfin, les pompiers ne peuvent pas donner un avis sur le feu ou sur le ramonage aux sinistrés. Ils conseillent en revanche de faire contrôler le conduit avant toute nouvelle utilisation.

#### Feu de gaine technique
Les pompiers font face aux mêmes difficultés que pour un feu de cheminée. Les gaz et fumées chaudes peuvent atteindre des points très éloignés du foyer initial.

#### Feu de façade
Un simple feu de poubelle, de voiture ou d'appartement peut enflammer l'isolation thermique extérieure qui recouvre les façades de certains immeubles. L'isolant se consume laissant un espace vide entre le mur et le revêtement extérieur de l'isolation (toile de verre ou lattis de bois enduit d'un crépi). Il y a un effet de cheminée. Le feu, favorisé par certaines configurations du bâtiment ou par la nature des ouvrants (fenêtres en PVC, etc.), forme d'une lange de feu se propageant rapidement, brisant les fenêtres à chaque niveau, propageant le feu et les fumées toxiques à l’intérieur.

#### Feu de cage d'escalier
Les feux de cage d'escalier en bois se propagent très rapidement bloquant les occupants dans les étages (lorsque les escaliers constituent justement l'issue de secours). Face à un tel feu, les pompiers commencent par barrer les conduites de gaz, d'électricité ou d'eau cheminant dans la cage d'escalier, ils bloquent l'ascenseur au rez-de-chaussée, et ils éteignent le feu en commençant par le bas (lorsque cela est possible) tout en protégeant leur itinéraire de repli. Ils utilisent souvent deux lances, l'une pour rabattre les flammes, l'autre pour combattre les réinflammations et pour terminer l'extinction.
Les pompiers tentent également de créer un exutoire en partie haute pour favoriser le tirage vertical et éviter une propagation horizontale du feu (notamment dans les combles, parfois habités).

### Feu de toiture

#### Feu de comble
Les combles non habités sont peu entretenus, peu fréquentés et y sont entreposés des objets délaissés. Les feux qui y prennent naissance sont découverts tardivement et peuvent rapidement se propager sans que l’on ne s’en aperçoive. Ils menacent des structures maîtresses de la charpente et peuvent se propager aux étages inférieurs. Lors de leur intervention, les pompiers se déplacent prudemment le long des murs ou des points d'appui de la charpente craignant les chutes… l'eau d'extinction fragilisant également le plancher.

#### Feu de toiture et de terrasse
Les feux de terrasse peuvent prendre naissance lors de travaux de réfection d’étanchéité, ou lors de la pose à chaud de revêtements à base de goudron ou de brai. Ces feux d’hydrocarbures solides sont très spectaculaires et produisent beaucoup de fumées. Le risque de propagation du feu de toiture en toiture existe. Les pompiers engagés risquent la chute d'une grande hauteur. Le risque d'explosion des bouteilles de gaz (butane ou acétylène) abandonnées dans le foyer est très important. Des objets peuvent chuter de la terrasse (projetés par les bouteilles de gaz lorsque ce n'est pas la bouteille de gaz elle-même qui tombe) et menacer les pompiers et les personnes se trouvant en bas de l'immeuble. Les pompiers sur les moyens aériens évitent également de se placer au-dessus du niveau de la terrasse par crainte des explosions.

### Feu de cave, de parking,etc.
Les caves, les sous-sols, les parkings, les réserves, les chaudières, les locaux techniques sont des espaces clos, aux accès complexes qui présentent des risques particuliers en matière de lutte contre l'incendie. Ces volumes comportent des gaines ou des cages d'escalier, mais aussi des conduites de gaz, de fiouls, d'électricité, des joints de dilatation qui favorisent la propagation verticale du feu. Il peut y être stocké des objets à fort potentiel calorifique, des objets inflammables, toxiques, voire explosifs (comme des voitures). Ce qui conduira à une propagation horizontale rapide.
Des températures très élevées sont atteintes, car le volume agit comme un four. Le risque d'embrasement et d'explosion est permanent. C'est pourquoi (en l'absence de victime) les pompiers vont engager le minimum de personnel à l'intérieur. Les températures d'un feu de parking souterrain dépassent rapidement 800 °C. Les pompiers s'aideront de caméras thermiques en raison de la chaleur ambiante, de la complexité du cheminement et de l'absence totale de visibilité. Ils pourront aussi localiser le foyer en effectuant une recherche avec la caméra thermique depuis un niveau supérieur ou inférieur au sinistre (cette méthode permet également d'avoir une idée de l'aménagement du niveau).
L'incendie (voire l'explosion de fumée) de ces volumes souterrains peut aussi fragiliser la structure de tout le bâtiment. La stabilité au feu des dalles des parkings souterrains d'un immeuble de grande hauteur est de 2 h par exemple… Les pompiers utiliseront les colonnes sèches ou humides, les sprinklers et les commandes de désenfumages lorsque de tels dispositifs existent…
Lorsque l'attaque du feu par l'intérieur est impossible, les pompiers rempliront tout le volume de mousse (en commençant par de la mousse à bas foisonnement). Pour ce faire, ils réaliseront parfois des trouées en partie supérieure ou sur les façades du parking pour attaquer le sinistre depuis l’extérieur et favoriser l’évacuation des fumées (marteaux perforateurs électriques, burineurs, perforateurs, lance thermique, etc.). En introduisant la mousse, les pompiers surveilleront les gaines ou les accès par lesquels les gaz chauds pourraient expulser. Une fois la température redescendue, les pompiers pénétreront dans la mousse avec l'ARI (en se rappelant que le sifflet de fin de charge est neutralisé par la mousse).
La manœuvre des pompiers s'axera autour de 5 points :
- une découverte rapide du foyer ;
- une attaque massive du foyer ;
- une utilisation optimale des moyens de ventilation ;
- des reconnaissances approfondies et dans les bâtiments attenants ;
- une utilisation conseillée de la mousse, souvent efficace lors de feux de parkings souterrains.

Suivant la situation, les pompiers demanderont également aux occupants des bâtiments en superstructure d'évacuer ou de se confiner.

### Feu d'ERP (Établissement recevant du public)

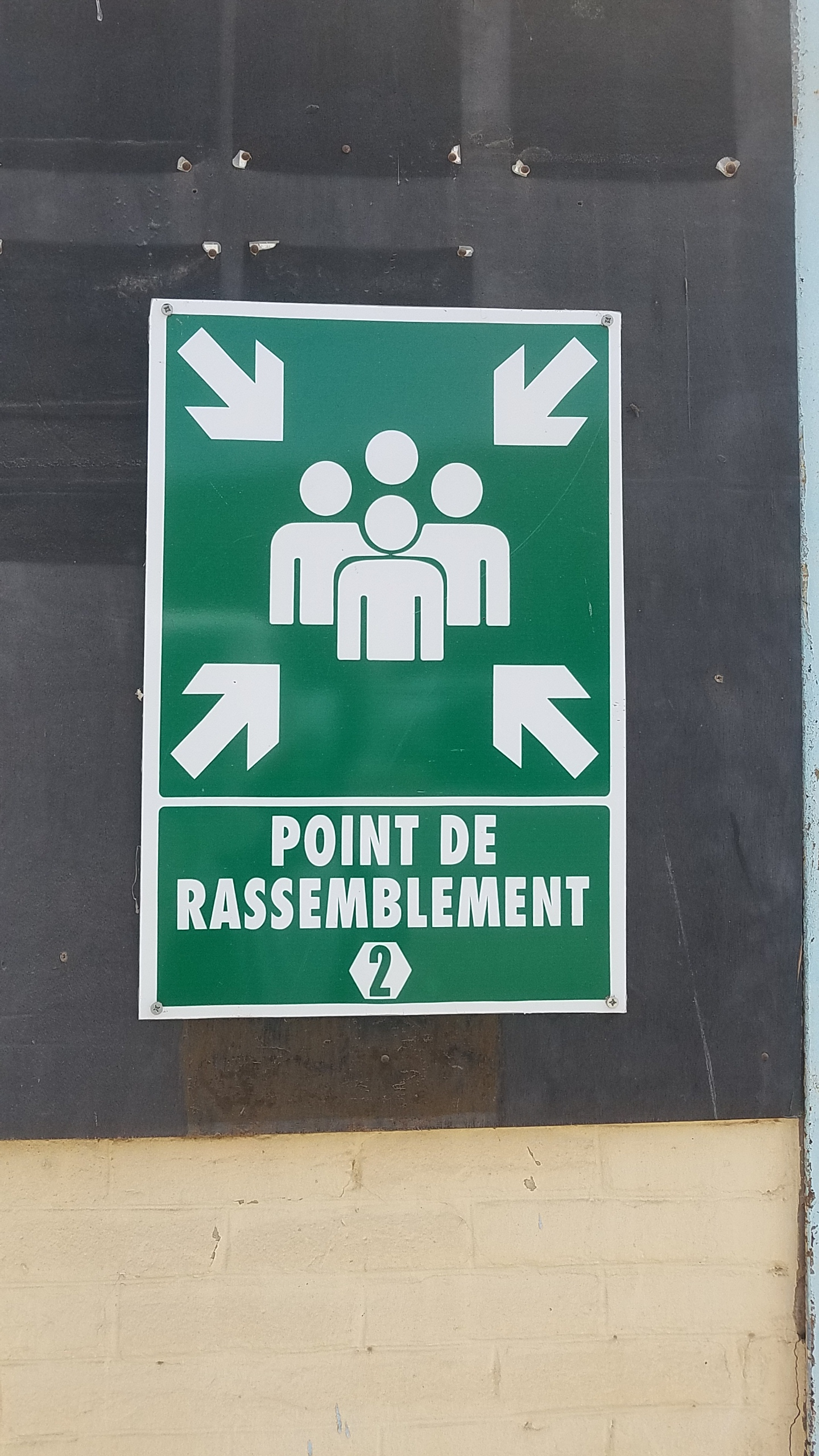
Panneau indiquant le point de rassemblement en cas d'incendie dans une usine du Sénégal

Une des difficultés de la lutte contre l'incendie dans un ERP est la présence potentielle de nombreuses personnes qui méconnaissent le lieu. De fait, le risque principal lors d'un feu est la panique. Les pompiers, avec l'aide du service de sécurité de l'établissement, vont essayer d'éviter son déclenchement.
La composition, le nombre et la vulnérabilité du public dépendent de l'établissement. Il y a entre autres :
- le public de passage (les magasins, centres commerciaux, gares, musées, etc.) ;
- les enfants dans les établissements scolaires ;
- les personnes dépendantes dans les établissements sanitaires.

La nuit, la vulnérabilité du public est accrue (hôpitaux, internats, hôtels, maisons de retraite, etc.).
L'évacuation devient longue et difficile dès que les personnes ne peuvent se déplacer seules (crèches, hôpitaux, etc.). Parfois le public ne peut pas être évacué et les pompiers vont devoir le placer à l'abri du feu et le protéger (en utilisant la ventilation et le cloisonnement par exemple). Les ERP disposent souvent de locaux de stockage encombrés et d'accès exigu avec un potentiel calorifique élevé.
Les pompiers s'appuient sur les dispositifs de prévention existants comme les « accès de secours », les cloisonnements (comme les portes coupe feu), les systèmes de désenfumage, etc.

#### Responsabilité du chef d'établissement
En France, dans le cas d'un incendie au sein d'un établissement classé, le chef d'établissement reste responsable de la lutte contre l'incendie. Cette disposition a été prise en 1967, à la suite de la catastrophe de la raffinerie de Feyzin, le 4 janvier 1966, qui avait vu la mort de 18 personnes dont 11 pompiers, consécutive à une méconnaissance des risques en présence.